# Quilleco
Quilleco är en kommun i Chile.   Den ligger i provinsen Provincia de Biobío och regionen Región del Biobío, i den södra delen av landet, 500 km söder om huvudstaden Santiago de Chile.
I omgivningarna runt Quilleco växer i huvudsak städsegrön lövskog. Runt Quilleco är det glesbefolkat, med 9 invånare per kvadratkilometer.